# Никола Пенчев (химик)
 Тази статия е за българския химик.  За ветерана от Втората свеовна война вижте Никола Пенчев (ветеран).  
Никола Петров Пенчев е български учен химик, доктор на химическите науки, член-кореспондент на БАН, дългогодишен професор по аналитична химия в химическия факултет на Софийския университет „Св. Климент Охридски“. Лауреат на Димитровска награда (1959 г.).
Най-съществени са научните му приноси в областта на анализа и геохимията на благородните газове. Създава първите в света методи за анализ на неон, за пълен анализ на всички благородни газове в природни обекти.

## Биография
Роден е в София на 31 юли 1901 г. 
Син е на проф. Петър Пенчев и баща на проф. дгн. Елка Пенчева (така наречената "научна династия" Пенчеви).
През 1920 г. Завършва I Мъжка гимназия в София с Първа награда. През 1924 г. се дипломира по специалността „Химия“ в Софийския университет „Св. Климент Охридски“, също с пълно отличие. Назначен е като асистент първоначално по неорганична химия, а след това по аналитична химия. Още първите му оригинални научни трудове са докладвани във Френската академия на науките и отпечатани в нейните издания. От 1924 до 1942 г. е асистент и доцент към катедрата по аналитична химия.
В периода 1929 – 1932 г. специализира в Париж в Колеж дьо Франс при проф. A. Lepape, в Institut de Chimie-Physique и в Institut Optique. По същото време става член на Дружеството по физикохимия в Париж.  
В периода 1943 – 1971 г. е професор по аналитична химия във физико-математическия (по-късно химически) факултет на Софийския университет и ръководител на катедрата по аналитична химия. Подготвя 47 випуска химици и 13 випуска фармацевти, като чете лекции по аналитична химия, микроанализ и специален аналитичен практикум. Въвежда модерните теории на Арениус, Брьонстед и Лаури.
През 1961 г. е избран за член-кореспондент на Българската академия на науките.
Починал в София на 30 юли 1983 г.

## Научна дейност
Най-съществени са приносите на Пенчев в областта на анализа и геохимията на благородните газове. Създава първите в света методи за анализ на неон, за пълен анализ на всички благородни газове в природни обекти (главно минерални води и газове), спектрални методи за анализ на криптон и ксенон, и нови – за хелий и аргон.
Разкрива за пръв път важни геохимични генетични закономерности. Прави основния за ядрената физика извод, че за разлика от хелия, неонът не се произвежда в природата при интензивни ядрени процеси. Установява за първи път геохронологичното значение на съотношението хелий – аргон и го свързва с относителната геоложка възраст на флуидите и геоложката среда. Върху тези изследвания и оригинални методи, цитирани и препечатвани като класика в чужбина, световни авторитети изграждат свои теории и концепции.
Определя за пръв първи път съдържанието и геохимичното поведение на благородните газове, както и геоложката възраст на българските минерални води. Съставя първата „хелиева карта“ на България ( засекретена - не се публикува). Работи върху хидрохимията на редките и разсеяни елементи в българските минерални води, в газогенния и тегловия анализ. Създава полумикро- и микрометоди за елементен анализ на сложни органични и неорганични обекти. Важни са приносите му в областта на макро-, полумикро- и микротегловия анализ, съчетани с химични, физикохимични и кристалографски изследвания върху нови утаечни скали и тегловни форми. Около 100 са публикациите му в България и чужбина, цитиран и признат е в научните кръгове от цял свят.
Ръководи множество дипломанти, докторанти, специализанти. По покана изнася лекции в чужбина и участва с доклади и официално председателство във важни международни форуми (като UPAC и др.)
В съавторство с проф. Б. Загорчев написват учебниците „Кратък курс по аналитична химия“ (1950), „Курс по аналитична химия“ (1951, 1955, 1959, 1961, 1963, 1966) и „Качествен анализ“ (1953, 1955, 1964).

## Награди
- Лауреат на Димитровска награда за наука (1959 г.)
- Ордени: „Република България“ I степен (1981 г.); „Св. Св. Кирил и Методий“ I степен (1960 г.) и II степен (1957 г.); „Червено знаме на труда“ (1976 г.); за „Гражданска заслуга“ (1939 г.)